# Eagles of Death Metal
Eagles of Death Metal – zespół grający garage rocka, założony przez Josha Homme'a (Queens of the Stone Age) i Jessego Hughesa w miejscowości Palm Desert w Kalifornii. Wbrew nazwie, zespół nie ma nic wspólnego z muzyką metalową. Hughes w wywiadzie dla „Teraz Rock” powiedział, że nazwa powstała wtedy, gdy ich przyjaciel Lou chciał przekonać Homme'a do death metalu, prezentując twórczość zespołu Vader. Josh nazwał ich „The Eagles of death metal” (ang. - "orły death metalu").
13 listopada 2015 w trakcie koncertu zespołu w teatrze Bataclan w Paryżu doszło do zamachu terrorystycznego. Zespół zdążył bezpiecznie opuścić salę koncertową po rozpoczęciu strzelaniny.

W grudniu 2015 roku muzycy ponownie wystąpili w Paryżu, wraz z zespołem U2. Wspólny koncert był hołdem dla ofiar listopadowych zamachów. 

## Członkowie zespołu

### Członkowie
- Jesse "The Devil / Boots Electric" Hughes (gitara elektryczna, wokal)
- Josh "Carlo Von Sexron / Baby Duck" Homme (perkusja, gitara elektryczna, gitara basowa, instrumenty klawiszowe, wokal)

### Obecni członkowie uczestniczący w koncertach na żywo
- Jesse "The Devil / Boots Electric" Hughes (gitara elektryczna, wokal)
- Dave "Darlin' Dave, Davey Jo" Catching (gitara elektryczna)
- Brian "Big Hands, B.O.C." O'Connor (gitara basowa, wokal)
- Joey "The Sexy-Mexy" Castillo (perkusja)

### Osoby wspierające trasy koncertowe i albumy
- Jack "Blackjack" Black
- Claude "Sugardick" Coleman

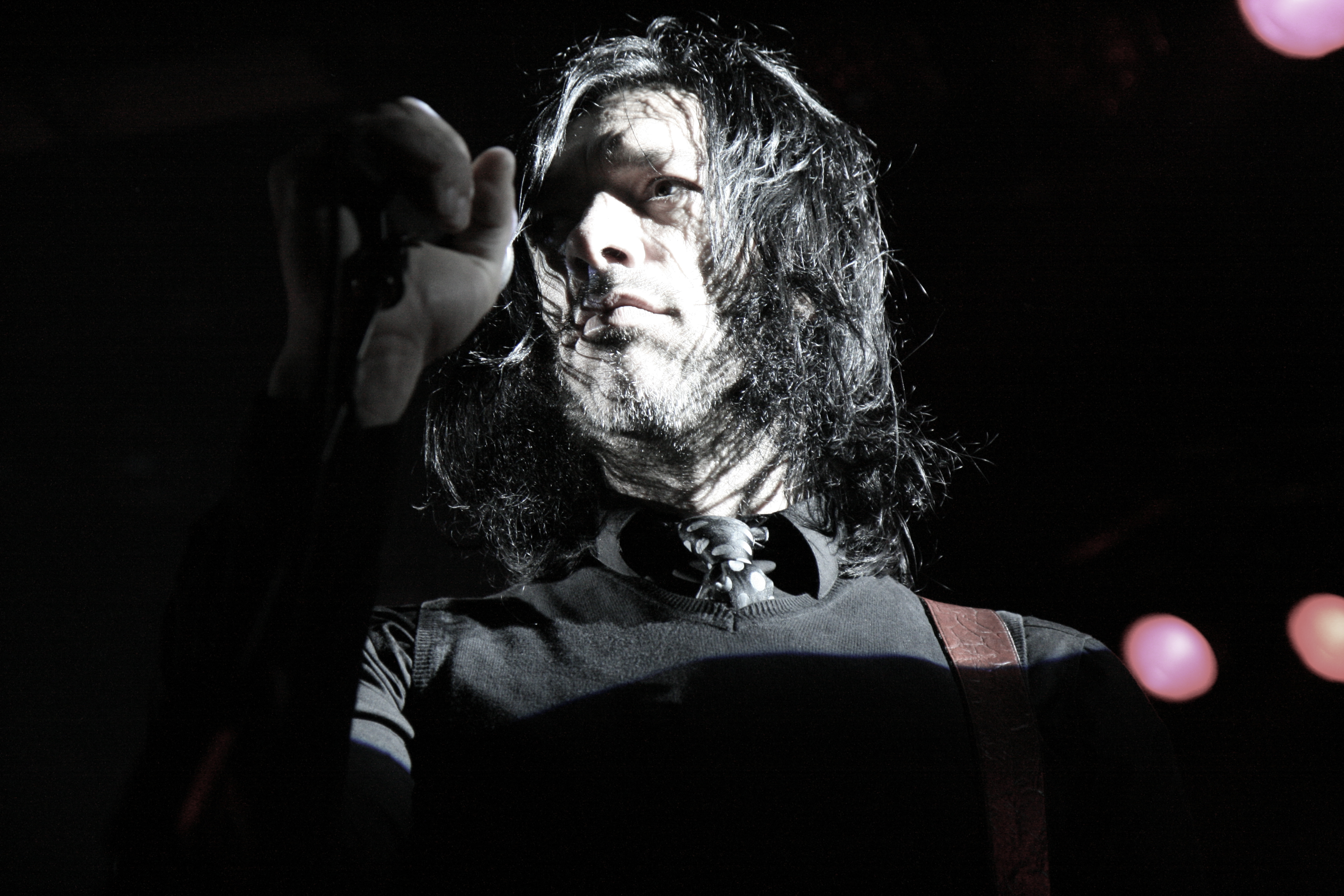
Brian O'Connor (bass) podczas występu w Commodore Ballroom, 20 lipca 2009

- Samantha "Hot Damn Sweet Sam" Maloney
- Dave "Diablo" Grohl
- Wendy Rae "Wendy Ramone / Wendy Ray Moan" Fowler (wokal wspierający w albumie Death by Sexy)
- Brody Dalle
- Kat VonD
- Taylor Hawkins
- Nick Oliveri
- Tim Vanhamel
- Mark Lanegan
- Dean Fertita
- Pete Canavan
- Matt McGrath
- Troy Van Leeuwen
- Liam Lynch

## Dyskografia

### Albumy
| Rok                            | Tytuł                                                                  | Pozycja na liście | Pozycja na liście | Pozycja na liście | Pozycja na liście | Pozycja na liście | Pozycja na liście | Pozycja na liście |
| Rok                            | Tytuł                                                                  | USA               | FRA               | AUS               | NLD               | CHE               | DEU               | UK                |
| ------------------------------ | ---------------------------------------------------------------------- | ----------------- | ----------------- | ----------------- | ----------------- | ----------------- | ----------------- | ----------------- |
| 2004                           | Peace, Love, Death Metal - Data: 23 marca 2004 - Wydawca: AntAcidAudio | —                 | —                 | —                 | 50                | —                 | 89                | 124               |
| 2006                           | Death by Sexy - Data: 11 kwietnia 2006 - Wydawca: Downtown             | 113               | 169               | —                 | —                 | —                 | 60                | 108               |
| 2008                           | Heart On - Data: 28 października 2008 - Wydawca: Downtown              | 57                | 100               | 40                | 90                | 97                | —                 | 91                |
| 2015                           | Zipper Down - Data: 2 października 2015 - Wydawca: T-Boy/UMe           | 59                | 75                | 29                | 38                | 22                | 39                | 32                |
| "—" pozycja nie była notowana. |                                                                        |                   |                   |                   |                   |                   |                   |                   |

### Single
| 2004                          | "I Only Want You"                     | —  | —   | Peace, Love, Death Metal |
| 2004                          | "Speaking in Tongues"                 | —  | —   | Peace, Love, Death Metal |
| 2006                          | "Shasta Beast"                        | —  | —   | Death by Sexy            |
| 2006                          | "I Want You So Hard (Boy's Bad News)" | —  | 73  | Death by Sexy            |
| 2006                          | "I Gotta Feelin' (Just Nineteen)"     | —  | 180 | Death by Sexy            |
| 2006                          | "Cherry Cola"                         | —  | —   | Death by Sexy            |
| 2008                          | "Wannabe in L.A."                     | 38 | —   | Heart On                 |
| 2008                          | "Secret Plans"                        | —  | —   | Heart On                 |
| 2008                          | "High Voltage"                        | —  | —   | Heart On                 |
| 2009                          | "Anything 'Cept the Truth"            | —  | —   | Heart On                 |
| 2015                          | "Complexity"                          | —  | —   | Zipper Down              |
| "—" pozycja nie była notowana |                                       |    |     |                          |